# 赤々舎
赤々舎（あかあかしゃ）は、京都府京都市中京区に本社を置く日本の出版社。代表は姫野希美。主に写真集やアートブックを手がけ、国内外の写真家による作品集を出版している。

## 概要
赤々舎は2006年に設立され、写真を中心としたビジュアルアートの出版活動を展開している。商業的な枠にとらわれず、独自の視点で作品を選び、写真集を通じて新たな表現を提示することを理念としている。日本国内だけでなく、海外の写真家の作品も扱い、国際的な評価を受けている。

## 主な出版物
- 徐美姫『SEX』(2006年)
- 岡田敦『I am』(2007年)
- 志賀理江子『CANARY』(2007年)『螺旋海岸』（2013年）
- 浅田政志『浅田家』(2008年)
- 高木こずえ『MID』『GROUND』(2009年)
- 長島有里枝『SWISS』(2010年)
- 齋藤陽道『感動』(2011年)、『感動、』(2019年)
- 石川竜一『絶景のポリフォニー』『okinawan portraits 2010-2012』(2014年)、『okinawan portraits 2012-2016』(2016年)、『zk』(2022年)
- 操上和美『DEDICATED Yasuyuki Shuto』(2016年)
- 藤岡亜弥『川はゆく』(2017年）
- 奥山由之 『As the Call, So the Echo』（2017年）『windows』(2023年）
- 竹内万里子『沈黙とイメージ ─写真をめぐるエッセイ─』(2018年）
- 木村和平『あたらしい窓』(2020年）
- 髙橋健太郎『A RED HAT』(2020年）
- 鈴木理策『知覚の感光板』（2020年）『冬と春』（2022年）
- 上原沙也加『眠る木』(2022年）
- 清水裕貴『岸』(2023年）

## 受賞歴
2007年 - 第33回木村伊兵衛写真賞（岡田敦『I am』、志賀理江子『CANARY』）

2008年 - 第34回木村伊兵衛写真賞（浅田政志『浅田家』）

2009年 - 第35回木村伊兵衛写真賞（高木こずえ『MID』『GROUND』）

2014年 - 第40回木村伊兵衛写真賞(石川竜一『絶景のポリフォニー』『okinawan portraits 2010-2012』)

2018年 - 第43回木村伊兵衛写真賞（藤岡亜弥『川はゆく』）

2024年 - さがみはら写真新人奨励賞（林詩硯『針の落ちる音』)

## 所在地
- 本社：〒604-8234 京都府京都市中京区藤西町584番地2